# Villa Affaitati Trivulzio
Villa Affaitati è il complesso architettonico di maggior prestigio a Grumello Cremonese ed Uniti. È composta da residenza e rustici articolati su tre corti: il primo corpo di fabbrica, costruito su due livelli, si sviluppa principalmente attorno a due corti: una quadrata e di dimensione inferiore rispetto all'altra più grande e di forma rettangolare; dalla corte più piccola prende origine un altro corpo di fabbrica, con la stessa altezza e sviluppo linearmente, mentre la terza corte è costituita da un edificio a forma di L appoggiato sui due lati della corte interna.

## Storia
Nel corso del secolo XVI il feudo di Romanengo e Grumello fu affidato da Carlo V ai conti Affaitati, riconosciuti poi marchesi nel 1589. Nella seconda metà del Seicento, il feudo passò ai Barbiano di Belgioioso; le sue vicende poi si confondono con quelle di Cremona sino alla nascita dello stato unitario.
Lo storico Lancetti descrive la famiglia Affaitati come una delle più illustri e splendide di Cremona. Non si conoscono bene le origini per mancanza di documenti e memorie determinanti, ma stando al Campi, uno dei pittori – architetti più illustri di Cremona del Cinquecento, si hanno informazioni fin dal XV secolo ascrivibile a Pietro Martire Affaitati, che a quei tempi era il principale capo della nobiltà guelfa di Cremona. Questa famiglia per lungo tempo appartenne alla classe dei mercanti di spezie dalla quale non si distaccò mai. Non tutti però appartenevano al commercio, alcuni si distinsero come banchieri e solo nel XVI secolo, i due rami della famiglia, si ricongiunsero per via di un matrimonio portando la casata ad una estrema ricchezza. Ricchezza che aumentò anche grazie a Gian Carlo Affaitati che fece conoscere in tutta Europa e non solo, il commercio di spezie della famiglia accrescendo di molto la gloria e il fasto del loro vendita. La loro ricchezza e nobiltà si concretizzava attraverso costruzioni rappresentative, in grado di esprimere la magnificenza del casato e la loro perpetuità temporale. Questo grazie anche al vivace rinascimento cremonese con il forte incremento delle attività edilizie con le quali i privati mettono in atto le nuove istanze culturali e figurative del secolo, introducendo nelle loro abitazioni quelle bellezze e quelle comodità che andavano diffondendosi nelle maggiori città italiane con l'attenzione dell'aspetto esterno e il comfort dell'ambiente interno. Gli Affaitati saranno tra i maggiori costruttori, costruendo non solo in territorio cremonese, ma anche in altre aree geografiche frequentate per ragioni commerciali lasciando in questi luoghi dei nuovi modelli figurativi.
Villa Affiatati appartiene senz'altro a questi nuovi modelli architettonici riscontrabili nel repertorio classico e manierista. L'epoca di costruzione è fatta risalire alla seconda metà del XVI secolo su commissione di Gian Carlo Affaitati, vissuto per l'appunto in questi anni, ed i caratteri architettonici - stilistici del complesso concordano abbastanza bene, tranne per gli elementi di dettaglio, con questa datazione. L'attribuzione del committente è assegnata, sulla base di documenti d'archivio, dallo storico Lancetti, attribuzione che viene rivisitata dall'architetto Alberto Faliva, studioso dell'architettura cremonese cinquecentesca, conferendola a Giovanni Battista Affaitati, figlio di Luigi Affaitati, denominato anche Ludovico I, con il conseguente passaggio diretto di proprietà ad Ottavio Affaitati, verso la fine del XVI secolo. Faliva prende le distanze da questa ipotetica attribuzione per fonti d'archivio ben documentate dove sottolineano che nel 1525 il feudo di Grumello fu assegnato dagli Sforza a Luigi Affaitati con il successivo affidamento conferito da Carlo V al figlio, Giovanni Battista Affaitati, in occasione delle nozze con la figlia dell'imperatore spagnolo, Isabella De Luna. Il riconoscimento della committenza del palazzo grumellese potrebbe essere stata attribuita dal Lancetti a Gian Carlo Affaititi, nonché cugino di Ludovico I, perché avrebbe pensato alla costruzione del palazzo di famiglia a Cremona nel quale si ritrovano dei caratteri presenti a Grumello, prendendo analoga decisione anche per la residenza di campagna dello stesso casato. Il figlio di Giovanni Battista e Isabella, Ludovico II, sposò Giulia Visconti e da queste nozze nacque la sola Costanza che sposò Ottavio Affaitati che divenne successore diretto del feudo grumellese e della suddetta villa. Le ricchezze dei discendenti di Ottavio andarono alla nobilissima famiglia milanese, quando l'ultima erede degli Affaitati, Giulia, nel 1604 sposò Alberigo Barbiano di Belgioiso confermando nel 1660 il feudo a favore del figlio Pietro Francesco Barbiano e ai suoi nipoti. Successivamente il matrimonio di Giulia Barbiano con il principe Gian Giacomo Trivulzio conferisce a questi il possesso della residenza.
Nel corso dell'Ottocento, con l'arrivo in Italia di Napoleone, l'edificio perde definitivamente ogni funzione residenziale e di rappresentanza: viene infatti requisito e adibito a caserma militare con tutte le conseguenze che ne seguono. Trascorse perciò oltre un secolo di abbandono e degrado, anche perché la famiglia Trivulzio Belgioioso risiedeva stabilmente a Milano e di conseguenza non riusciva ad interessarsi più, se non marginalmente, delle sorti della villa, la quale risulta abitata e sorvegliata soltanto da un custode e da un guardiacaccia. Solo nel 1938 il castello è ceduto ai nuovi proprietari. L'origine della Villa Affaitati, rimane tuttavia, una zona oscura riguardo all'incertezza o meno sulla presenza di un castello dall'analogo impianto. Questa affermazione, pur se suggestiva, non è suffragata da indizi concreti ma solo da un'analisi comparativa stabilita dal fatto che non abbiamo documenti sull'origine dei proprietari e sulle generalità costruttive; per la verità l'unico documento visibile è una lapide murata nel passaggio che conduce al cortile principale, in cui si legge dell'ultimazione dei restauri ed ampliamenti eseguiti nel 1597 su un edificio castellano.
Il legittimo dubbio nel considerare il complesso architettonico un edificio castellano è dato dalla presenza di elementi visibili come la posizione del paese sull'orlo di un terrazzamento dell'Adda, nonché la conformazione del contorno sud occidentale del complesso, delimitato da una scarpata e da una roggia, e la presenza, sull'angolo di mezzogiorno, di una torre isolata posta in corrispondenza dell'unico ingresso che dal paese introduce al primo cortile esterno della villa e che funge da torre di guardia. Questa torre è contraddistinta da un arco di ingresso ogivale, sormontato dagli alloggiamenti dei bolzoni di uno scomparso ponte levatoio e fiancheggiato da una pusterla, al di sopra della quale si trova la corrispondenza impronta della farcella per sostegno e manovra della corrispondente porticella levatoia.
Un significativo richiamo a forme castellane viene fornito anche dalle due torrette, forse innalzate sulla base di analoghe preesistenze, che concludono verso occidente le due ali della villa delimitanti il secondo cortile.
Lo stesso Faliva, osservando la planimetria dell'attuale edificio, afferma che una personalità digiuna di studi architettonici potrebbe ipotizzare una possibile presenza fortificata: sono troppe le pareti perimetrali inclinate, che ricordano quelle di difesa dei castelli, rispetto alle regolarità dell'impianto distributivo interno costruito successivamente durante la risistemazione citata sull'epigrafe. Sostiene anche, però, l'ipotesi che la Villa sia stata costruita prendendo elementi in prestito dall'incastellamento medievale, riproponendoli con proprie reinterpretazioni dagli architetti del Cinquecento. II Crescenzio nel suo De Agricoltura, nel 1564, consiglia ancora, al padrone isolato in un fondo, di munirsi almeno di una torre nella quale "si possa ritirare con i lavoratori" riproponendo quindi nelle campagne l'esempio collaudato nel coevo palazzo-fortezza cittadino. Questo tipo di architettura fortificata, denominata così per i dispositivi militari posizionati attorno alla villa come recinzioni, fossati e ponti levatoi, riguarda principalmente il territorio mantovano e cremonese per la tipologia del territorio: l'assenza di rilievi naturali da sfruttare allo scopo di presidi difensivi e la grande frammentazione politica del territorio, poteva originare ancora dei pericoli e di conseguenza questo tipo di elementi costruttivi, poteva essere stato utilizzato per un sistema difensivo privato.
Probabili autori dei lavori di trasformazione dall'antica vocazione militare, se mai effettiva, in residenza, furono Francesco Dattaro prima e del figlio Giuseppe poi. Si suppone che il padre abbia ideato il progetto generale e la storiografia ha tradizionalmente assegnato gli interventi del “Cortil Nobile” che rivelano uno stile più semplice e meno fiorito dei lavori eseguiti dal figlio, Giuseppe Dattaro, che risultano più autonomi con richiamo all'architettura manierista e prebarocca di Giulio Romano e visibili nel “Cortil Grande” e nei portali d'ingresso.
Stando alla targa murata nell'atrio, l'anno 1597, segna il termine dei lavori: se dobbiamo accettare l'invenzione di Francesco Dattaro del grande progetto di rifacimento edilizio, sarà necessario far risalire la data di inizio dei lavori, anteriormente al 1576, anno della sua morte.
Faliva colloca la partecipazione di Francesco Dattaro al progetto dell'edificio e in seguito ai lavori, dal 1530 per i seguenti motivi: egli presuppone che dalla data dell'ultima documentazione della risistemazione dell'edificio verso la fine del XVI secolo, precede un'originaria edificazione da parte di Giuseppe Dattaro, alla quale ha fatto seguito una preesistente risistemazione del padre. Questo dato è supportato dalle fonti d'archivio che citano che dal 1564, tale Francesco Laurenzi, diventa socio di Francesco Dattaro che lavorerà poi nel 1597 nella residenza di campagna sotto la proprietà di Ottavio e Costanza Affaitati escludendo pertanto una sua partecipazione dall'ideazione dell'edificio giustificata dalla presenza di disegni autografi di Giuseppe con la collaborazione del padre, antecedenti alla data degli anni sessanta, in quanto non presentano nessuna notifica di altri autori. Un'altra ipotesi è avvalorata dal fatto che una volta affidato il feudo di Grumello agli Affaitati, i committenti abbiano ricorso subito alla ricerca di un architetto cremonese. Dalle fonti bibliografiche si potrebbe ipotizzare che abbiano conosciuto la famiglia Dattaro già dal 1526 quando Luigi Affaitati venne chiamato a mantenere economicamente l'esercito stazionato in città e tale compito gli venne affidato da Bernardino Reganzola e i senatori cremonesi, di cui un certo Giovan Giacomo fu elettore a Massarolo dei Dattoro, ipotizzando così, una conoscenza indiretta tra un membro della famiglia Affaitati e i Dattaro. Il castello è raffigurato in due stampe del XVIII secolo incise da Marc'Antonio Del Re sotto la proprietà dei conti Barbiano di Belgioioso. Questi "ebbero l’alto onore di coniare moneta con la dicitura MARCH. GRUMELLI". Nonostante gli avvicendamenti sviluppatisi nei secoli la struttura ha mantenuto una fisionomia accettabile; dei tre cortili, quello d'ingresso è oggi mancante dei corpi di fabbrica che lo delinearono, il giardino si è ridotto ed è scomparsa la torre principale.